# 1678 a tudományban
Az 1678. év a tudományban és a technikában.

## Események
- Megjelenik Edmond Halleynek a déli égbolt 341 csillagára vonatkozó adatokat tartalmazó katalógusa: Catalogus Stellarum Australium

## Születések
- 1678 körül – Pierre Fauchard francia fogász, akit „a modern fogászat atyjá”-nak tekintenek. 1728-ban kiadott munkájának címe: Le chirurgien dentiste († 1761)